# Drepanocladus submersus
Drepanocladus submersus là một loài rêu trong họ Amblystegiaceae. Loài này được Schimp. Warnst. mô tả khoa học đầu tiên năm 1906.